# Hassan El Kettani
Hassan El Kettani est un prédicateur marocain.

Incarcéré dès le 18 février 2003, il a été rejugé à la suite des attentats du 16 mai 2003 à Casablanca, et condamné à 20 ans de prison ferme pour association de malfaiteurs, avant d'être amnistié quelques années plus tard.